# Главный корпус Западно-Казахстанского университета
Гла́вный корпус Западно-Казахстанского университета имени Утемисова — центральное здание университетского комплекса Западно-Казахстанского университета на проспекте Назарбаева в исторической части города Уральска. 

## История
Построено в 1936—1939 года для переведённого в 1930 году в Уральск из Оренбурга Института народного образования имени Покровского, позднее — Педагогического института имени Пушкина. Выстроенное в духе царившего в тот период в СССР сталинского ампира здание украсил центральный вход, во многом скопированный с портала Лоджии дель Капитанио в Виченце работы Андреа Палладио. Для строительства здания использованы частично строительные материалы стоявшего на его месте разрушенного Казанского собора.